# مانكيفكا
مانكيفكا (بالأوكرانية: Маньківка)‏ هي مستوطنة حضرية تقع في منطقة أومان بمقاطعة تشيركاسي في وسط أوكرانيا، وهي واحدة من التجمعات الإقليمية في أوكرانيا، يبلغ عدد سكانها حوالي 7,440 نسمة حسب تعداد عام 2022.

## معرض الصور

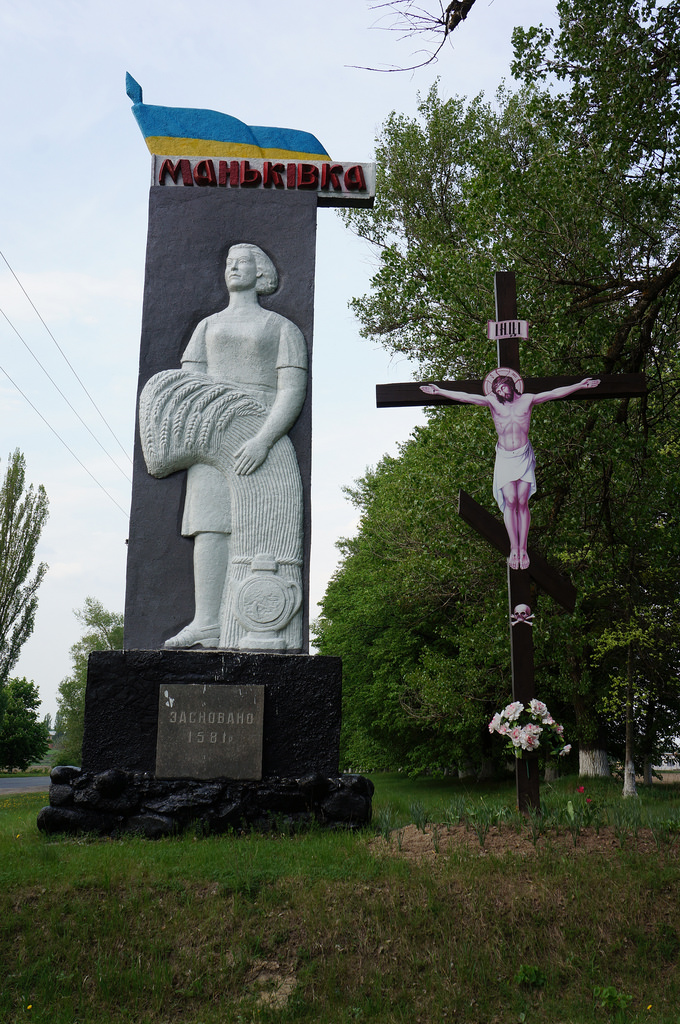
مدخل المدينة
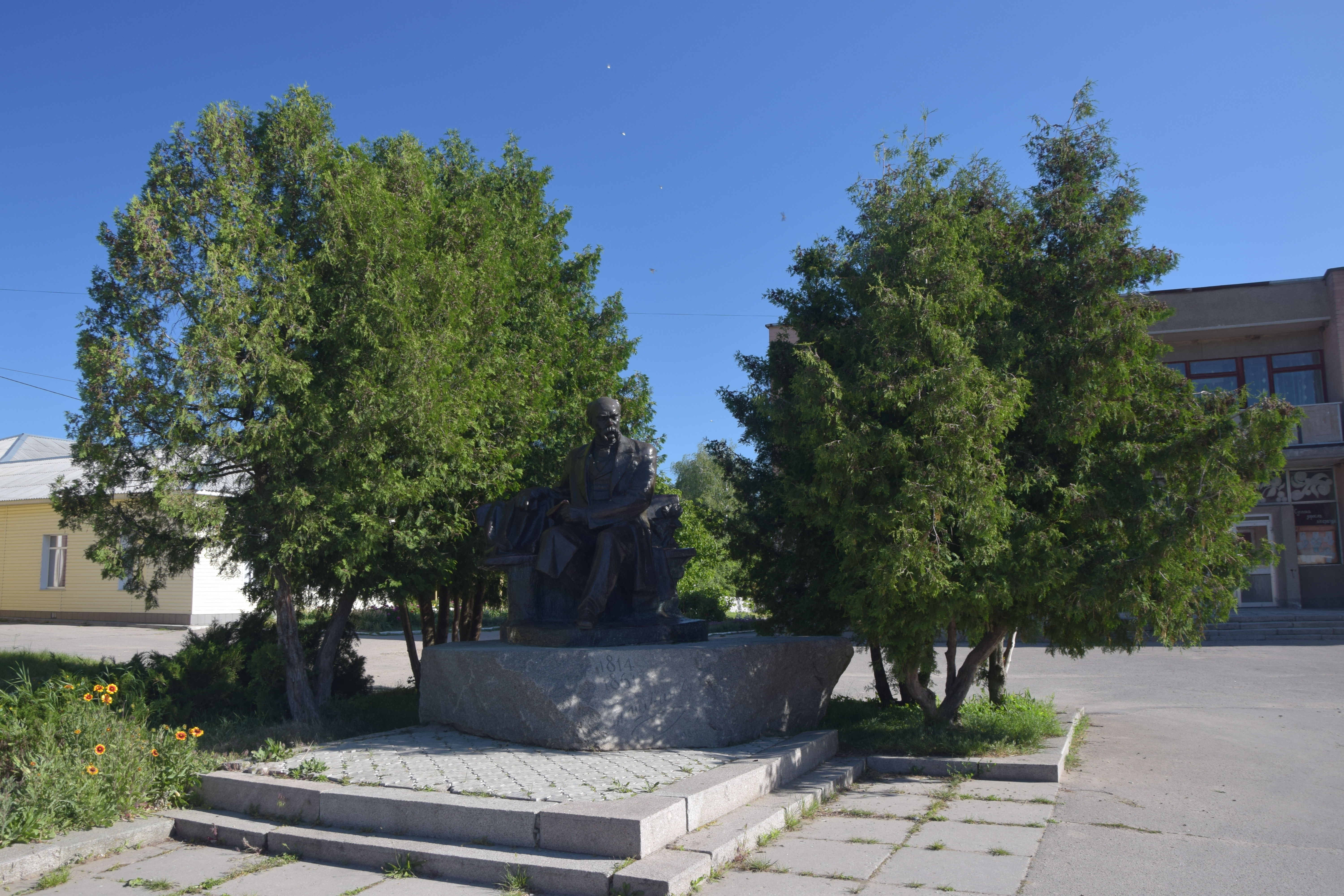
الساحة الرئيسية في عام 2018
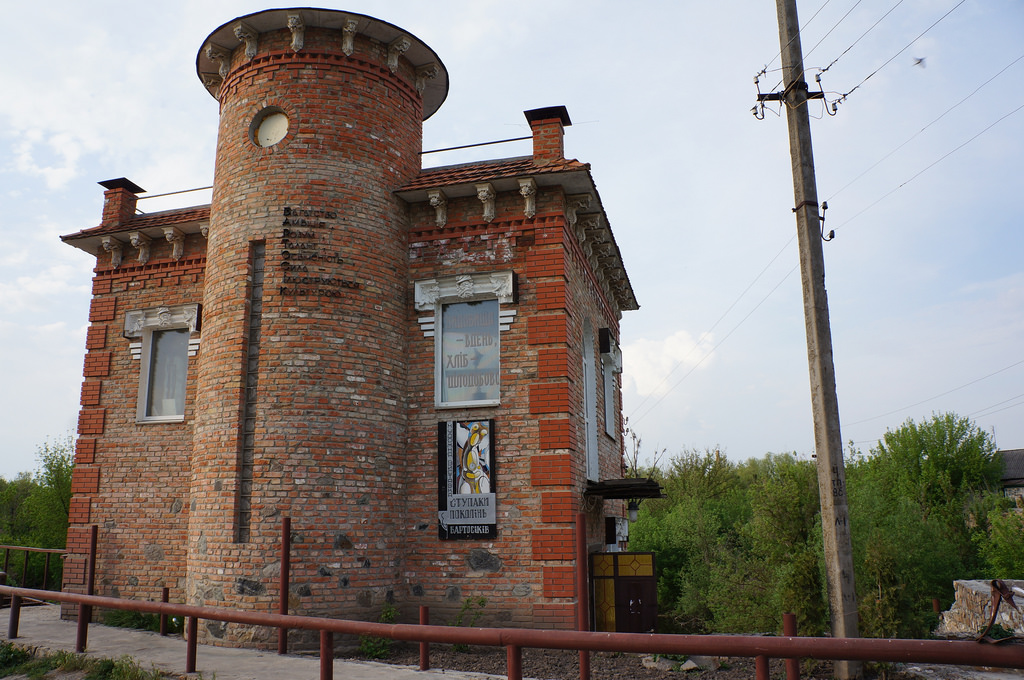
طاحونة مياه قديمة